# Arroyo Blanco, San Luis Potosí
Arroyo Blanco är en ort i Mexiko.   Den ligger i kommunen Villa de Reyes och delstaten San Luis Potosí, i den centrala delen av landet, 300 km nordväst om huvudstaden Mexico City. Arroyo Blanco ligger 2 026 meter över havet och antalet invånare är 248.
Terrängen runt Arroyo Blanco är kuperad österut, men västerut är den platt. Runt Arroyo Blanco är det ganska glesbefolkat, med 39 invånare per kvadratkilometer. Närmaste större samhälle är Carranco, 9,4 km sydost om Arroyo Blanco. Omgivningarna runt Arroyo Blanco är i huvudsak ett öppet busklandskap.